# Els pares d'ell
Els pares d'ell (títol original en valencià, Meet the Fockers) és una pel·lícula de comèdia romàntica estatunidenca del 2004 dirigida per Jay Roach. És seqüela de la pel·lícula del 2000, Els pares d'ella. La pel·lícula és protagonitzada per Robert De Niro (també un dels productors de la pel·lícula), Ben Stiller, Dustin Hoffman, Barbra Streisand, Blythe Danner i Teri Polo. S'ha doblat al valencià per a À Punt.
El film es va estrenar el 22 de desembre de 2004 als Estats Units a càrrec d'Universal Pictures i internacionalment ho va fer amb la distribució de DreamWorks Pictures. Malgrat les crítiques agredolces, la pel·lícula va ser un èxit de taquilla, amb una recaptació de 522 milions de dòlars a tot el món, i es va convertir en la setena pel·lícula més taquillera del 2004. La seqüela, Little Fockers, es va estrenar el 2010.